# Koriolan (film)
Koriolan (ang. Coriolanus) – brytyjsko-serbski thriller z 2011 roku w reżyserii Ralpha Fiennesa. Film oparty na tragedii Williama Szekspira Koriolan.
Film miał premierę 14 lutego 2011 roku podczas 61. Międzynarodowego Festiwalu Filmowego w Berlinie.

## Treść
Uwspółcześniona wersja tragedii Szekspira zaczyna się w Rzymie, którego mieszkańcy dowiadują się, że wkrótce zaatakuje ich armia Wolsków. Wódz Kajus Marcjusz (Ralph Fiennes) wyrusza przeciwko wrogom, a po ich pokonaniu otrzymuje przydomek Koriolan. Wraca do Rzymu i ubiega się o stanowisko konsula. Nie uzyskuje jednak poparcia ludu i zostaje wygnany z miasta. Udaje się do Wolsków i proponuje im, że poprowadzi ich do najazdu na Rzym. Wrogowie przyjmują jego ofertę. Chcąc wyjednać pokój z Koriolanem, rodacy wysyłają do niego matkę i żonę.

## Obsada
- Ralph Fiennes jako wódz Marcjusz Koriolan
- Gerard Butler jako Tullus Aufidius
- Vanessa Redgrave jako Volumnia
- Brian Cox jako Menenius
- Jessica Chastain jako Virgilia
- John Kani jako wódz Cominius[3]
- James Nesbitt jako Sicinius[4]
- Paul Jesson jako Brutus
- Lubna Azabal jako Tamora[4]
- Ashraf Barhom jako Cassius[4]
- Dragan Mićanović jako Titus
- Dragoljub Vojnov jako właściciel sklepu

i inni